# قائمة معارك الليبيين ضد إيطاليا

## أهم معارك عام 1911
1. معركة أبو مليانة (طرابلس) يوم 9 من شهر 10
2. معركة جليانة (بنغازي) يوم 19\20 من شهر 10
3. معركة الهاني (طرابلس) يوم 23\26 من شهر 10
4. معركة المرقب (الخمس) يوم 23 من شهر 10
5. معركة الهاني بو مليانة (طرابلس) يوم 26 من شهر 10
6. معركة كويفية (بنغازي) يوم 27 من شهر 11
7. معركة عين زارة (طرابلس) يوم 4 من شهر 12
8. معركة طبراز (طرابلس) يوم 19 من شهر 12

## أهم معارك عام 1912
1. معركة عين زارة (طرابلس) يوم 28 من شهر 1
2. معركة المرقب (الخمس) يوم 27 من شهر 2
3. معركة سيدي عبد الله (درنة ) يوم 3 من شهر 3
4. معركة بئر التركي (طرابلس) يوم 4 من شهر 3
5. معركة المفصل (طبرق) يوم 11 من شهر 3
6. معركة النخلتين (بنغازي) يوم 12 من شهر 3
7. معركة سيدي عبد الجليل (جنزور) يوم 8 من شهر 6
8. معركة سيدي بلال (جنزور) يوم 20 من شهر 9

## أهم معارك عام 1913
1. معركة بني وليد (بني وليد) يوم 6 من شهر 2
2. معركة الأصابعة (جندوبة) يوم 23 من شهر 3
3. معركة سيدي كريم قرباع يوم 16 من شهر 5
4. معركة شغاب (جبل الأخضر) يوم 19 من شهر 5
5. معركة كمين صفصاف (شحات) يوم 1 من شهر 7
6. معركة سوكنة (جفرة) يوم 22 من شهر 7
7. معركة راوزية اسقفة (ابيار) يوم 29 من شهر 7
8. معركة المرج (المرج) يوم 19 من شهر 8
9. معركة سيدي رافع (بيضاء) يوم 26\27 من شهر 9
10. معركة عين ابي شمال (جبل الأخضر) يوم 6 من شهر 9
11. معركة سرير الشب (براك الشاطئ) يوم 10 من شهر 12
12. معركة محروقة (براك) يوم 24 من شهر 12
13. معركة شحات (جبل الأخضر) يوم 28 من شهر 6

## أهم معارك عام 1914
1. معركة زاوية عرقوب (جبل الأخضر) يوم 15 من شهر 2
2. معركة سيدي مهشهش (ابيار) يوم 22 من شهر 2
3. معركة شليظيمية (بنغازي) يوم 28 من شهر 2
4. معركة مسوس (بنغازي) يوم 3 من شهر 3
5. معركة غريدة الحداد (إجدابيا) يوم 15 من شهر 3
6. معركة نوفلية (سرت) يوم 23 من شهر 3
7. معركة أبو غسال (جبل الأخضر) يوم 7 من شهر 4
8. معركة طلميثة (المرج) يوم 19 من شهر 4
9. معركة بيضافم (إجدابيا) يوم 28 من شهر 6
10. معركة قاهرة سبها (سبها) يوم 27\28 من شهر 11

## أهم معارك عام 1915
1. معركة ودان (ودان) يوم 15 من شهر 1
2. معركة زاوية القصور (المرج) يوم 7 من شهر 2
3. معركة أبو نجيم (سرت) يوم 8 من شهر 2
4. معركة قديرية (جبل الأخضر) يوم 11 من شهر 2
5. معركة طولون (جبل الأخضر) يوم 11 من شهر 2
6. معركة قوارشة (بنغازي) يوم 27 من شهر 2
7. معركة خرمة الخدامية (مزدة) يوم 6 من شهر 4
8. معركة قرضابية (سرت) يوم 28\29 من شهر 4
9. معركة زاوية المحجوب (مصراتة) يوم 3 من شهر 5
10. معركة سيدي أبو عرقوب الاولى (طرابلس) 13 من شهر 5
11. معركة تاورغاء (تاورغاء) يوم 18 من شهر 5
12. معركة بويرات (ترهونة) يوم 18 من شهر 5
13. معركة الشقيقة (ترهونة) يوم 18 من شهر 6
14. معركة بنو ليث (مسلاتة) يوم 20 من شهر 6
15. معركة سوق الخميس (الخمس) يوم 25 من شهر 6

## أهم معارك عام 1917
1. معركة غوط الديس (عجيلات) يوم 3 من شهر 5
2. معركة شهداء الجمعة (جنزور) يوم 9 من شهر 9
3. معركة مجمر (سواني بني آدم) يوم 20 من شهر 9

## أهم معارك عام 1918
1. معركة بئر بيضاء يوم 8 من شهر 4
2. معركة الجميل يوم 5 من شهر 10
3. معركة معمورة (زاوية) يوم 6 من شهر 10

## أهم معارك عام 1919
1. معركة رأس القلعة يوم 8 من شهر 2

## أهم معارك عام 1921
1. معركة سيدي عبد (درنة) يوم 8 من شهر 10

## أهم معارك عام 1922
1. معركة قصر أحمد (مصراتة) يوم 26 من شهر 1
2. معركة قصر أحمد (مصراتة) يوم 11 من شهر 2
3. معركة رأس الأحمر (زاوية) يوم 14 من شهر 4
4. معركة سيدي السائح يوم 2\4 من شهر 5
5. معركة بئر جراد (زاوية) يوم 6 من شهر 10
6. معركة بئر مداكم (عزيزية) يوم 27 من شهر 10
7. معركة صيف (يفرن) يوم 31 من شهر 19
8. معركة قصر قواليش يوم 31 من شهر 10

## أهم معارك عام 1923
1. معركة فندق العلوص (طرابلس) يوم 28 من شهر 1
2. معركة تكاسيس وابار زوزات (جبل الأخضر) يوم 30 من شهر 1
3. معركة سيدي أبو عرقوب الثانية (طرابلس ) يوم 31 من شهر 1
4. معركة سبخة المجزم (غدامس) يوم 31 من شهر 1
5. معركة قصر الحجرة (غريان) يوم 5 من شهر 2
6. معركة حمام (الخمس) يوم 21 من شهر 2
7. معركة بئر ابي سميت (زليتن) يوم 22 من شهر 2
8. معركة سيدي صالح (الخمس) يوم 22 من شهر 2
9. معركة وادي كعام (زليطن) يوم 23 من شهر 2
10. معركة المشرك (مصراتة) يوم 4 من شهر 5
11. معركة بريقة (اجدابية) يوم 11 من شهر 6
12. معركة رأس فوليجة (عزيزية) يوم 27 من شهر 9
13. معركة جبل مسد (ترهونة) يوم 6 من شهر 10
14. معركة سيدي زلي (زليطن) يوم 9 من شهر 10
15. معركة بئر الكراريم (مصراتة) يوم 13 من شهر 10
16. معركة بئر السريت (ترهونة) يوم 13 من شهر 10
17. معركة فندق الجمل (مصراتة) يوم 13 من شهر 10
18. معركة سيدي سرور (زليتن) يوم 14 من شهر 10
19. معركة سدادة يوم 22 من شهر 12
20. معركة وادي دينار يوم 27 من شهر 12

## أهم معارك عام 1924
1. معركة قصر طولون (جبل الأخضر) يوم 7 من شهر 4
2. معركة وادي عجرم (طبرق) يوم 21 من شهر 2
3. معركة يصفن (قمينس) يوم 4 من شهر 10

## أهم معارك عام 1925
1. معركة تارسين يوم 26-5-1925 م و هي معركة قامت بين قوات من المجاهدين الليبيين بقيادة امحمد بن بشير البوسيفي من جهة، و قوات الجيش الإحتلال الإيطالي من جهة أخرى في 26 أيار /مايو 1925 م في بلدة العربان و تحديدا عند بئر تارسين 100 كم جنوب مدينة غريان.[1]

## أهم معارك عام 1926
1. معركة سيدي أبو عرقوب (طرابلس) ى يوم 30 من شهر 1
2. معركة بئر العصمة (غدامس) يوم 9 من شهر 4

## أهم معارك عام 1928
1. معركة رقبة فوقى يوم 11 من شهر 1
2. معركة قرقارش يوم 18 من شهر 1
3. معركة تاقرفت (بالقرب من زلة) يوم 25 من شهر 2
4. معركة خرمة المحلة (هون) يوم 28 من شهر 9
5. معركة عقيلة الشرقية (طبرق) يوم 1 من شهر 10
6. معركة قارة عافية (هون) يوم 30 من شهر 10
7. معركة أبي غره ( مزده ) يوم 12 من شهر يونيو 6
8. معركة تامغست ( القريات ) شهر يوليو
9. معركة وادي للا ( مزده ) يوم 16 من شهر يونيو

## أهم معارك عام 1929
1. معركة قارة طوزا (ودان) يوم 16 من شهر 1
2. معركة بئر النقار (جبل الأخضر) يوم 13 من شهر 4
3. معركة بئر شويرف يوم 26 من شهر 5
4. معركة اقار الشاطئ يوم 3 من شهر 11
5. معركة عين زقطوط (جالو) يوم 28 من شهر 11

## أهم معارك عام 1930
1. معركة رأس غزال (طرابلس) يوم 28 من شهر 1
2. معركة الغريب (المرج) يوم 6 من شهر 6
3. معركة جرسان أبو حشيشة يوم 30\31 من شهر 10
4. معركة كاف الثلم يوم 2 من شهر 11
5. معركة ابار بالصفية (المرج) يوم 2 من شهر 11

## أهم معارك عام 1931
1. معركة شليظمية (بنغازي) يوم 9 من شهر 10
2. معركة حاسي حسين (اوجلة) يوم 11 من شهر 10